# Driss Bencheikh
Pour les articles homonymes, voir Bencheikh.
 (juin 2023).
Driss Bencheikh (né le 6 août 1961 à Casablanca) a été, du 3 juin 2014 au 12 février 2015, Président Directeur Général de la compagnie d'assurance Wafa Assurance. Cette dernière est filiale du groupe Attijariwafa Bank. Il a assuré depuis 2004 la présidence de plusieurs grandes filiales du groupe SNI. 

## Formation
- 1980 : Baccalauréat série C à Paris - France
- 1981-85 : Maîtrise en Mathématiques Appliquées et Sciences Sociales (MASS) de l'Université Paris-Dauphine - Option mathématiques de la décision.
- 1985-88 : Diplôme de 3e cycle en Stratégie Financière et Nouveaux Produits Financiers du Conservatoire national des arts et métiers (CNAM) à Paris.

## Parcours
Il démarre sur le marché boursier de la place de Paris, en tant qu'analyste des marchés à terme et arbitrages comptant-terme chez Hamant-Carmignac en 1988. 
En 1989, il rentre au Maroc pour travailler en tant qu'auditeur chez PricewaterhouseCoopers Maroc  et ce jusqu'en 1990.
Entre 1991 et 1993, il évolue dans le domaine du textile. Par la suite, en 1994, il intègre le secteur financier et plus particulièrement boursier pour être la cheville ouvrière de la modernisation du marché boursier marocain. En 2004, le groupe SNI lui propose de prendre en charge la présidence de sa filiale agroalimentaire Centrale Laitière (en partenariat avec le groupe Danone) ainsi que plusieurs autres filiales agroalimentaires (Lesieur Cristal, BIMO, Marona, Sotherma, etc.).

### BMCE
En 1994, il est nommé Directeur général adjoint à Maroc Inter Titres (BMCE BANK). Il y traite notamment le dossier d’évaluation de la privatisation de la SAMIR et est nommé vice-président du conseil d’administration de la Bourse des valeurs de Casablanca en 1994. 

### Bourse de Casablanca
Il est nommé de 1996 à 2000 secrétaire général de la Bourse des valeurs de Casablanca.
Puis entre 2001 et 2004, il assure la Présidence du Directoire de la Bourse des valeurs de Casablanca.

### Centrale Laitière
De 2004 à 2013, il est le Président Directeur Général de Centrale laitière. Il procède notamment à une réorganisation de l’entreprise laitière, et une modernisation de ses outils de gestion qui permettent le doublement de sa taille pour atteindre un chiffre d’affaires de 6,6 milliards de dirhams en 2011.
Le développement des activités de l’entreprise s’accompagne en 2008 du lancement de Lait Plus, plus grande ferme laitière continentale s’étalant sur 700 hectares et abritant 5000 vaches laitières.

## Autres fonctions et mandats sociaux
De 2004 à 2013, Driss Bencheikh préside parallèlement les conseils d’administration de Fromagerie des Doukkala, filiale de Centrale laitière. Durant cette période, il préside la FIMALAIT (Fédération Interprofessionnelle Marocaine du Lait) qu’il a fondé en 2009 . Il a été également le Président de la Fédération Nationale des Industriels Laitiers. Il a également présidé Leaderfood de 2004 à 2008 et les sociétés Bimo et Lesieur Cristal jusqu’à leurs cessions respectives en 2012 dans le cadre de la réorganisation stratégique des participations du groupe SNI. 
Driss Bencheikh est le Président fondateur de la Fondation Centrale Laitière pour la Nutrition de l’Enfant, association à but non lucratif qui œuvre depuis 2008 contre les carences en micronutriments. 
Il est PDG de Sotherma (groupe SNI) depuis 2004. Il est également PDG de Marona depuis 2010.  
Il a été du 3 juin 2014 au 12 février 2015 PDG de Wafa IMA Assistance, filiale de Wafa Assurance, spécialisée dans l'assistance. 